# Simón Reyes Hernández
Simón de Jesús Reyes Hernández, (Las Villas, Cuba, 28 de octubre de 1858 - ibídem, 16 de noviembre de 1913), fue un patriota cubano del siglo XIX, conocido como “El Águila de la Trocha”.

## Primeros años
Nació el 28 de octubre de 1858 en la finca La Guardarraza, en Ranchuelo, actualmente en el municipio Chambas, provincia de Ciego de Ávila. Hijo de Benito Reyes Alarcón y Trinidad Hernández Moreno, campesinos pobres y analfabetos, quienes le educaron en el patriotismo hacia Cuba.
Su abuelo materno, Nicolás Hernández, fue asesinado por militares españoles en la finca Santa Rita, jurisdicción de Morón, el 26 de abril de 1866, en presencia de su esposa e hijos. Su familia juró vengar el crimen. El niño Simón quedó muy impactado por dicha situación y se consagró a la lucha por la libertad de Cuba.

## Guerra de los Diez Años
En 1868, iniciada la Guerra de los Diez Años, y teniendo él solamente 10 años, marchó a la guerra junto a su tío, el Coronel Nicolás Hernández Moreno alias "El Tocayo". Se incorporaron a las fuerzas del Coronel del Ejército Libertador Manuel "Chicho" Valdez Urra, que operaban en territorio avileño. Tiempo después, su papá murió en combate y su mamá falleció de cólera.
Peleó junto a su tío Nicolás en operaciones militares en el río Cauto. Durante la campaña del Camagüey, participó en los combates de Las Guásimas, La Sacra y Palo Seco, entre otros.
Entre 1873 y 1876 combatió en la región avileña de la Trocha de Júcaro a Morón. Se destacó en el combate de El Pasto, el 2 de agosto de 1876, y fue ascendido a alférez, grado con el que terminó la guerra en 1878.
Antes de la Guerra del 95 se había instalado en una finca llamada "Los Suspiros", cerca del actual central Ciro Redondo. Se dedicó al campo y constituyó una familia. Conspiró activamente hasta alzarse aqllí el 19 de mayo de 1895, encabezando a un grupo de independentistas.

## Guerra Necesaria
Desarrolló sus operaciones más importantes en los alrededores de la Trocha de Júcaro a Morón. En septiembre de 1895 se unió al general en jefe Máximo Gómez, quien lo ascendió a capitán y lo nombró comandante en comisión del primer escuadrón del "Regimiento Castillo".
Atravesó nuevamente la trocha con Gómez y en noviembre de 1895 llevó a cabo acciones de engaño para permititir el paso de la columna invasora independentista hacia Occidente.
Junto a Máximo Gómez y Antonio Maceo partió con los invasores el 30 de ese mes, desde "Lázaro López". El 2 de diciembre participó en el combate de La Reforma, bajo las órdenes de Maceo. Posteriormente, regresó al territorio trochano.
Por órdenes del General en Jefe Gómez, atacó los fuertes de Piedras y Jicotea. En el combate de El Mijial hizo prisionero al coronel español Feliciano Velarde y luego lo puso en libertad.
Durante una acción descarriló, cerca de Júcaro, la locomotora “Cuenca” de las fuerzas españolas, el 22 de diciembre de 1896. Atacó el poblado de Jicotea y llevó a cabo otras acciones militares exitosas.
Durante la campaña de La Reforma cruzó la trocha en varias veces, cumpliendo misiones peligrosas. Por la facilidad con que burlaba esta barrera militar se ganó el apelativo de "El Águila de la Trocha", por tener una vista muy aguda. Fue ascendido a teniente coronel, por Serafín Sánchez y a coronel por Máximo Gómez, grado con el que terminaría la guerra.

## Últimos años y muerte
Alcanzada la paz sin independencia, fue licenciado del Ejército Libertador, como a tantos otros. En 1903 organizó el movimiento de veteranos en Ciego de Ávila.
En 1905 compró la finca “Las Casitas”, cerca del poblado de Majagua. Allí se dedicó al campo y fundó una familia. Dirigió al Partido Conservador en Ciego de Ávila y participó en la Guerrita de Agosto, en 1906. Cuando triunfaron los liberales se retiró nuevamente de la vida pública.
En 1913 lo acusaron de ocultar a un bandido y agentes del gobierno de la época lo asesinaron en su propiedad, el 16 de noviembre de ese año.
Su muerte causó gran perturbación en la región. El periódico "El Pueblo" de Ciego de Ávila, recogió la triste noticia el 17 de noviembre.

## Homenajes
El 28 de octubre de 2008 se inauguró un monumento en su honor en la provincia de Ciego de Ávila. Igualmente, también hay un museo sobre su vida en dicha provincia.